# Denis Grondin
Denis Grondin (Rimouski, 23 ottobre 1954) è un arcivescovo cattolico canadese, dal 4 maggio 2015 arcivescovo metropolita di Rimouski.

## Biografia
È il terzo di sette figli nati dal matrimonio di Marthe Langlois e Bernard Grondin. È cresciuto in Québec, nella parrocchia di Saint-Yves. Ha compiuto gli studi secondari al seminario Saint-François e al seminario Saint-Augustin. Ha proseguito gli studi universitari presso il Petit Séminaire de Québec in Scienze della salute e ha completato un primo ciclo di studi universitari (diploma di maturità) in medicina.

### Formazione e ministero sacerdotale
Dopo un anno di discernimento, iniziò gli studi teologici all'Università Laval. Intraprese un cammino con la Comunità del Cammino Neocatecumenale e discerne una chiamata al sacerdozio. Dopo un'esperienza pastorale in un ambiente scolastico a Sainte-Croix de Lotbinière e al Patro Saint-Vincent de Paul, è entrato nel Grand Séminaire di Québec ed è stato ordinato sacerdote il 21 maggio 1989 dal cardinale Louis-Albert Vachon.

### Ministero episcopale
Il 12 dicembre 2011 papa Benedetto XVI lo ha nominato vescovo ausiliare di Québec, assegnandogli la sede titolare Campli.
Ha ricevuto l'ordinazione episcopale il 25 febbraio 2012 dalle mani dell'allora arcivescovo metropolita di Québec Gérald Cyprien Lacroix, divenuto in seguito cardinale, co-consacranti il vescovo di Mont-Laurier Paul Lortie e il vescovo di Amos Gilles Lemay.
Il 4 maggio 2015 papa Francesco lo ha promosso arcivescovo metropolita di Rimouski, succedendo al predecessore Pierre-André Fournier, deceduto nel mese di gennaio . Ha preso possesso dell'arcidiocesi il 14 giugno successivo.
L'11 maggio 2017 ha compiuto la visita ad limina.
Durante il suo mandato si è occupato di riaprire al pubblico la cattedrale di Rimouski, dopo sette anni di chiusura a causa delle cattive condizioni e di intoppi burocratici e legali. La riapertura ufficiale si è tenuta durante la messa di Pasqua 2022.

## Stemma e motto

Stemma episcopale

Partito: al I interzato in fascia, al primo d'azzurro, alla stella (8) d'argento; al secondo d'oro, al fuoco di rosso; al terzo di verde, al rotolo della legge d'argento, aperto, con le aste poste in palo; al II di rosso alla foglia di palma d'oro, posta in palo; alla punta ondata, fasciata d'argento e d'azzurro di quattro pezzi, attraversante sulla partizione.
Ornamenti esteriori da arcivescovo metropolita (pallio omesso nell'immagine).
Motto: Laissez-vous réconcilier avec Dieu, che tradotto significa "Riconciliatevi con Dio"..

## Genealogia episcopale e successione apostolica
La genealogia episcopale è:
- Cardinale Scipione Rebiba
- Cardinale Giulio Antonio Santori
- Cardinale Girolamo Bernerio, O.P.
- Arcivescovo Galeazzo Sanvitale
- Cardinale Ludovico Ludovisi
- Cardinale Luigi Caetani
- Cardinale Ulderico Carpegna
- Cardinale Paluzzo Paluzzi Altieri degli Albertoni
- Papa Benedetto XIII
- Papa Benedetto XIV
- Papa Clemente XIII
- Cardinale Enrico Benedetto Stuart
- Papa Leone XII
- Cardinale Chiarissimo Falconieri Mellini
- Cardinale Camillo Di Pietro
- Cardinale Mieczysław Halka Ledóchowski
- Cardinale Jan Maurycy Paweł Puzyna de Kosielsko
- Arcivescovo Józef Bilczewski
- Arcivescovo Bolesław Twardowski
- Arcivescovo Eugeniusz Baziak
- Papa Giovanni Paolo II
- Cardinale Marc Ouellet, P.S.S.
- Cardinale Gérald Cyprien Lacroix, I.S.P.X.
- Arcivescovo Denis Grondin

La successione apostolica è:
- Vescovo Claude Lamoureux (2023)
- Vescovo Pierre Charland, O.F.M. (2025)